# Lieder
Lieder is een nummer van de Duitse zanger Adel Tawil uit 2013. Het is de eerste single van zijn gelijknamige debuutalbum.
Het nummer, geschreven door Tawil zelf en Sebastian Kirchner, Tobias Kuhn en Sebastian Wehlings, bereikte de hitlijsten in het Duitstalige taalgebied: het werd een nummer 1-hit in Oostenrijk, kwam in het thuisland tot de tweede plek en in Zwitserland tot de zesde positie.
De liedtekst kenmerkt zich door de referenties aan zinnen uit andere (anderstalige) nummers, die veel betekenen in Tawils leven. Zo verwijst de eerste zin "Ich ging wie ein Ägypter, hab' mit Tauben geweint." naar de nummers Walk Like an Egyptian van The Bangles en When Doves Cry van Prince.